# Conocybe singeriana
Conocybe singeriana är en svampart som tillhör divisionen basidiesvampar, och som beskrevs av Anton Hausknecht. Conocybe singeriana ingår i släktet Conocybe, och familjen Bolbitiaceae. Arten är reproducerande i Sverige.